# Jordi Orobitg i Solé
Jordi Orobitg i Solé (Barcelona, 15 d'octubre de 1966) és un advocat i polític català, diputat al Parlament de Catalunya en les legislatures XI, XII i XIII-XIV.
Legislatura XIII-XIV: Portaveu adjunt del Grup Parlamentari d'ERC i President de la comissió de justícia.
Legislatura XII: Portaveu del grup parlamentari republicà (ERC), a la Comissió de Justícia. Portaveu del grup parlamentari republicà (ERC), a la Comissió d'Investigació de l'aplicació de l'article 155 de la Constitució Espanyola. Ponent relator de la modificació de la Llei de modificació del llibre quart del Codi Civil de Catalunya per tal de garantir la igualtat de drets i la no discriminació de les persones amb discapacitat sensorial.
Legislatura XI: Portaveu del grup parlamentari Junts pel Sí a la Comissió de Justícia i portaveu adjunt pel mateix grup a la Comissió d'Empresa i coneixement. Fou el ponent relator del projecte de llei del llibre sisè del Codi Civil de Catalunya, així com del projecte de llei de voluntats digitals i de modificació dels llibres segon i quart del Codi Civil de Catalunya. Membre, en representació de Junts pel Sí, conjuntament amb Lluís Maria Corominas, de la ponència sobre la proposició de llei de règim jurídic català dita també llei de transitorietat jurídica i fundacional de la República. Redactor conjuntament amb Lluís Maria Corominas, Gabriela Serra i Benet Salellas, de la proposició de llei del referèndum d'autodeterminació de Catalunya.
Vocal de l' Observatori de Dret Privat de Catalunya de la Comissió de Codificació de Catalunya.
És llicenciat en dret per la Universitat de Barcelona (UB) i diplomat i/o especialista universitari en pràctica jurídica, urbanisme, sistema legal i electoral USA i contractació pública per les universitats: Universitat Nacional d'Educació a Distància, Universitat de Girona i Universitat Pompeu Fabra i Universitat Oberta de Catalunya. Establert a Lloret de Mar des del 1976, exerceix d' Advocat des del 1994 amb despatx propi i compta amb la titulació d'agent de la propietat immobiliària, gestor administratiu i mediador d'assegurances. També ha estat fundador del Club Rem Sant Romà.
Des de 2003 és militant d'Esquerra Republicana de Catalunya (ERC), de la que n'ha estat president de la secció local de Lloret de Mar de 2007 a 2009 i secretari de política municipal. En 2010 fou regidor municipal de Lloret de Mar a l'oposició. A les eleccions municipals de 2011 fou cap de llista d'ERC al consistori. Va formar part del govern com a tercer tinent d'alcalde i regidor delegat de turisme, comerç i promoció econòmica i membre del grup de treball de redacció del pla operatiu "Lloret, renovació de destinació", promogut per l'Ajuntament de Lloret de Mar, la Generalitat de Catalunya (Departament d'empresa i ocupació) i la Mesa empresarial del turisme de Lloret de Mar. També fou nomenat vicepresident del Consell Comarcal de la Selva i president de l'Associació de Turisme de la Selva (període 2011-2014).
A les eleccions municipals de 2015 fou cap de la llista ERC-Avancem, formació que forma part del govern, essent nomenat segon tinent d'alcalde. i regidor delegat de medi ambient, comerç, promoció econòmica, platges i coordinador i representant municipal per al desenvolupament del Pla operatiu de desplegament del projecte "Lloret, renovació de destinació" promogut conjuntament per l'Ajuntament de Lloret de Mar, la Generalitat de Catalunya i la Diputació de Girona.
A les eleccions municipals de 2019 fou cap de llista d'ERC. Actualment exerceix de portaveu de tal grup municipal i ostenta la condició entre altres delegacions, de regidor de promoció econòmica, emergència climàtica i coordinador del pla operatiu de renovació de destinació.
Membre nat del Consell nacional d'Esquerra Republicana de Catalunya en condició de diputat al Parlament de Catalunya.
Fou elegit diputat al Parlament de Catalunya, per la demarcació de Girona integrat a la candidatura de Junts pel Sí a les eleccions al Parlament de Catalunya de 2015.
Fou el candidat número 6 de la candidatura d'Esquerra Republicana de Catalunya, per la demarcació de Girona, a les eleccions al Parlament de 21 de desembre de 2017. Assolí la condició de diputat per raó de les renúncies de l'HC Dolors Bassa i la diputada Magda Casamitjana.
Fou el candidat número 6 de la candidatura d'Esquerra Republicana de Catalunya, per la demarcació de Girona, a les eleccions al Parlament de 14 de febrer de 2021. Assolí la condició de diputat per raó de les renúncia de la diputada Anna Caula, secretaria general d'esports.